# NGC 7033
NGC 7033 هي مجرة محدبة تبعد حوالي 390 مليون سنة ضوئية تقع في كوكبة الفرس الأعظم (كوكبة). وهو جزء من زوج من المجرات التي تحتوي على مجرة قريبة NGC 7034. تم اكتشافه من قبل عالم الفلك ألبرت مارث في 17 سبتمبر 1863.

## وصلات خارجية
- NGC 7033 على موقع ويكي سكاي: DSS2, SDSS, GALEX, IRAS, Hydrogen α, X-Ray, Astrophoto, Sky Map, Articles and images